# Средний Куяльник
Средний Куяльник (укр. Середній Куяльник) — река на Украине, протекает в пределах Ширяевского, Великомихайловского и Ивановского районов Одесской области. Левый приток Малого Куяльника (бассейн Чёрного моря).

## Описание
Длина 53 км, площадь водосборного бассейна — 638 км². Уклон реки 0,8 м/км. Долина трапециевидная, шириной 2-3 км, глубиной 60-80 м. Пойма шириной до 0,6 км. Русло извилистое, часто пересыхает, на значительном протяжении расчищено и выпрямлено. Используется для сельскохозяйственных нужд.

## Расположение
Средний Куяльник берёт начало к юго-востоку от села Онилово. Течёт преимущественно на юго-восток (частично на юг). Впадает в Малый Куяльник в пределах села Знаменка Ивановского района.
На реке расположены сёла Бранкованово, Самойловка, Чегодаровка, Макарово, Бердыново, Армашевка, Новосветовка, Роскошное, Юрашево, Воробьёво, Воробиевка, Марцияново, Великозименово, Знаменка.